# Filmjahr 1897
Liste der Filmjahre

◄ | 1893 | 1894 | 1895 | 1896 | Filmjahr 1897 | 1898 | 1899 | 1900 | 1901 | ► | ►►

Weitere Ereignisse

## Ereignisse
- Ausgehend von einem Kinematographen der Brüder Lumière kommt es am 4. Mai zur Brandkatastrophe im Pariser Bazar de la Charité, bei der weit über hundert Menschen, überwiegend Frauen und Kinder, ums Leben kommen. Das prominenteste Opfer ist Herzogin Sophie Charlotte von Alençon, die jüngste Schwester der Kaiserin Elisabeth von Österreich-Ungarn.
- Combat naval en Grèce, ein französischer Kurzfilm von Georges Méliès, der im Türkisch-Griechischen Krieg spielt, ist wahrscheinlich der erste Kriegsfilm der Filmgeschichte.

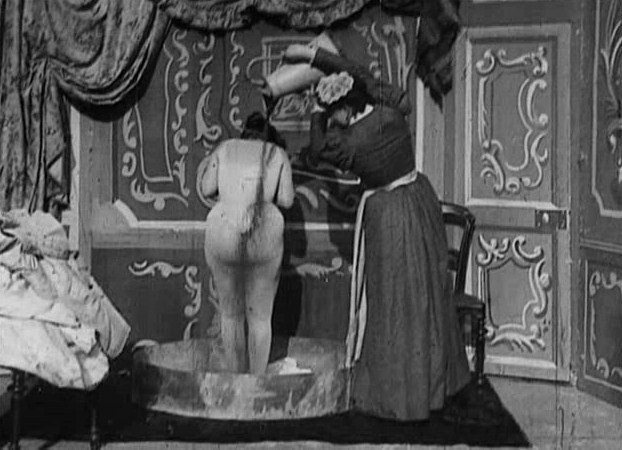
Szene aus Nach dem Ball

- Der stumme Kurzfilm Après le bal des französischen Filmpioniers Georges Méliès zeigt eine Dienerin, die einer Frau beim Baden hilft. Die Schauspielerin Jehanne d’Alcy ist allerdings nicht wirklich nackt, sondern trägt einen elastischen, fleischfarbenen Bodysuit. Das „Wasser“, mit dem sie gewaschen wird, ist eine Art dunkler Sand.
- James Stuart Blackton, Albert E. Smith und Ronald A. Reader gründen in Brooklyn/New York die Filmgesellschaft Vitagraph.

## Geboren

### Januar bis Juni

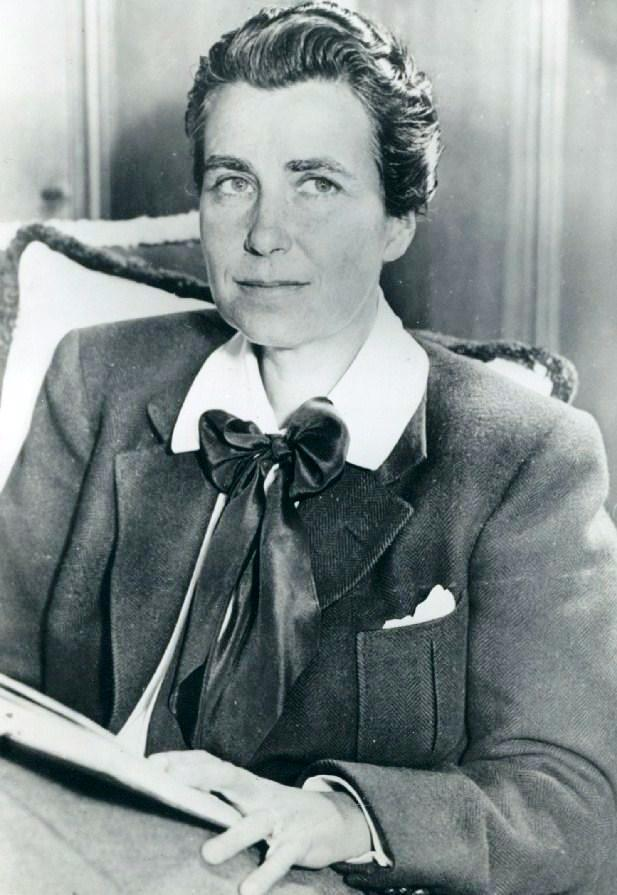
Dorothy Arzner (1934)

- 03. Januar: Dorothy Arzner, US-amerikanische Regisseurin († 1979)
- 05. Januar: Theo Mackeben, deutscher Komponist († 1953)
- 19. Januar: Xenia Desni, russische Schauspielerin († 1962)

- 10. Februar: Judith Anderson, australische Schauspielerin († 1992)
- 11. Februar: Yves de la Casinière, französischer Komponist († 1971)

- 16. März: Conrad Nagel, US-amerikanischer Schauspieler († 1970)
- 19. März: Betty Compson, US-amerikanische Schauspielerin († 1974)
- 30. März: Robert Riskin, US-amerikanischer Drehbuchautor († 1955)

- 01. April: Eduard Tisse, sowjetischer Kameramann († 1961)
- 04. April: Pierre Fresnay, französischer Schauspieler († 1975)
- 16. April: Konstantin Kisimow, bulgarischer Schauspieler († 1965)
- 26. April: Douglas Sirk, deutscher Regisseur († 1987)
- 26. April: Olga Tschechowa, deutsche Schauspielerin († 1980)

- 02. Mai: Trude Hesterberg, deutsche Schauspielerin († 1967)
- 06. Mai: Harry d’Abbadie d’Arrast, US-amerikanischer Regisseur († 1968)
- 11. Mai: Kurt Gerron, deutscher Schauspieler († 1944)
- 17. Mai: Malcolm St. Clair, US-amerikanischer Regisseur († 1952)
- 18. Mai: Frank Capra, US-amerikanischer Regisseur († 1991)
- 29. Mai: Erich Wolfgang Korngold, deutscher Komponist († 1957)

- 25. Juni: Basil Radford, britischer Schauspieler († 1952)
- 27. Juni: Heinz von Cleve, deutscher Schauspieler († 1984)

### Juli bis Dezember
- 10. Juli: John Gilbert, US-amerikanischer Schauspieler († 1936)
- 22. Juli: Seymour Nebenzahl, deutsch-amerikanischer Produzent. († 1961)
- 27. Juli: Otto Kanturek, österreichischer Kameramann und Regisseur († 1941)

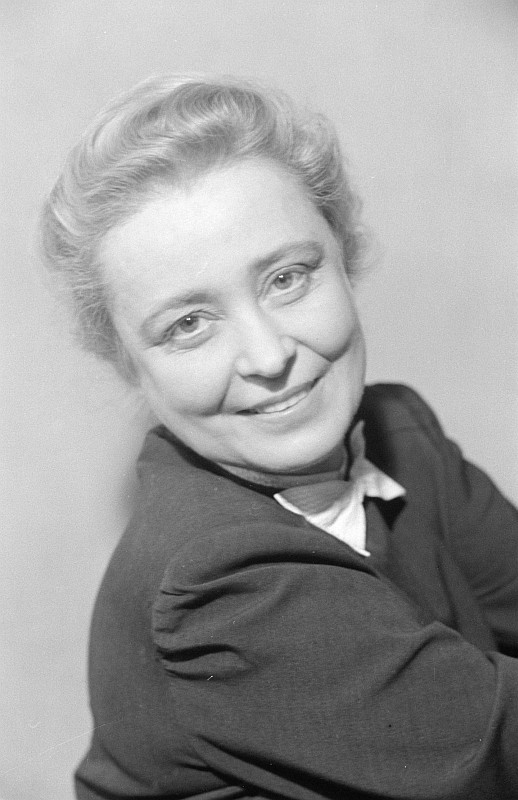
Käthe Haack (* 11. August)

- 11. August: Käthe Haack, deutsche Schauspielerin († 1986)

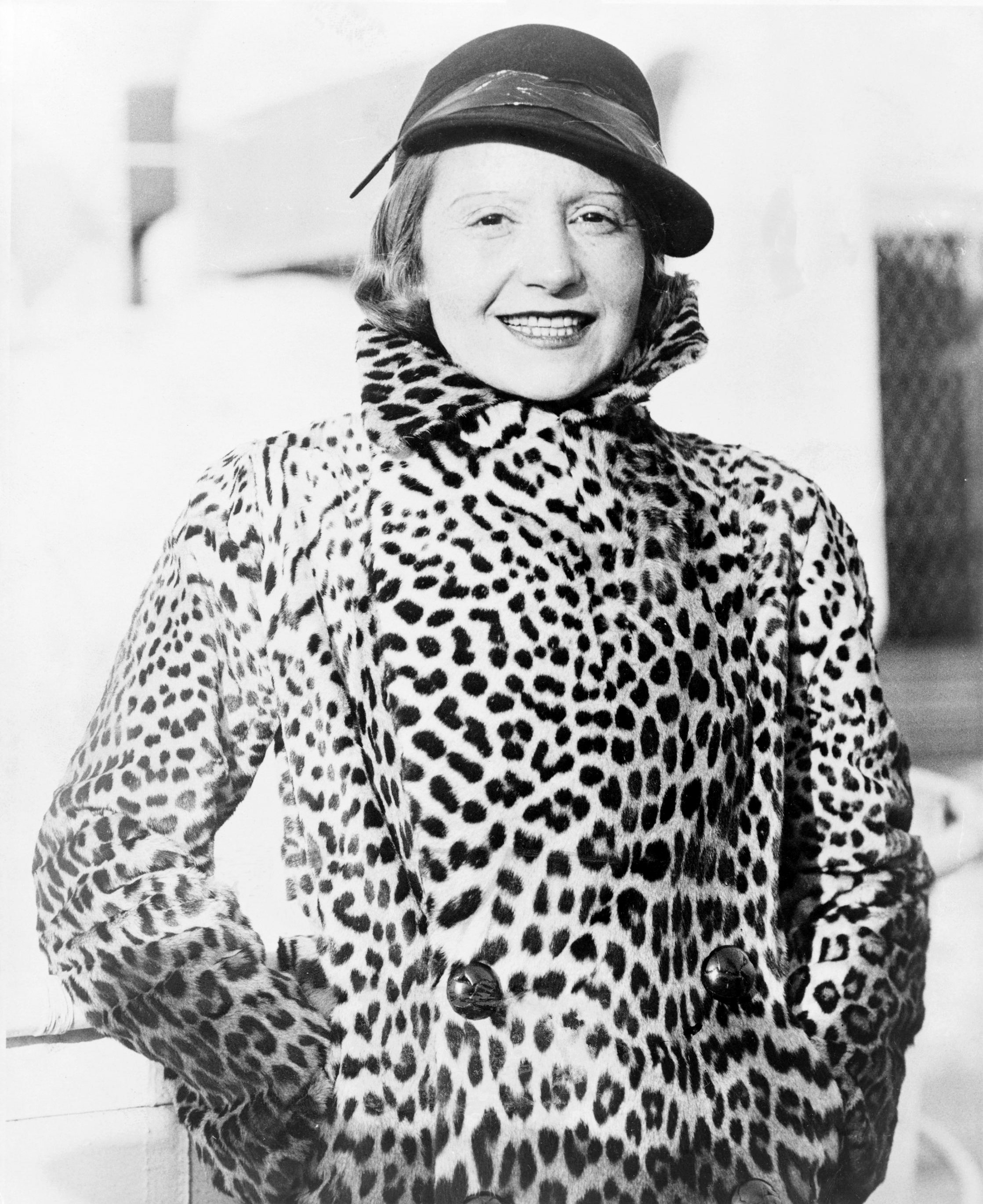
Elisabeth Bergner (* 22. August)

- 22. August: Elisabeth Bergner, österreichische Schauspielerin († 1986)
- 24. August: Boris Kaufman, russisch-amerikanischer Kameramann († 1980)
- 30. August: Fredric March, US-amerikanischer Schauspieler († 1975)

- 03. September: Cecil Parker, britischer Schauspieler († 1971)
- 07. September: Herbert A. E. Böhme, deutscher Schauspieler († 1984)
- 15. September: Robert Williams, US-amerikanischer Schauspieler († 1931)
- 23. September: Walter Pidgeon, kanadischer Schauspieler († 1984)

- 06. Oktober: Gerhard Lamprecht, deutscher Regisseur († 1974)
- 08. Oktober: Rouben Mamoulian, US-amerikanischer Regisseur († 1987)
- 26. Oktober: Henry Vahl, deutscher Schauspieler († 1977)
- 28. Oktober: Edith Head, US-amerikanische Kostümbildnerin († 1981)
- 29. Oktober: Hope Emerson, US-amerikanische Schauspielerin († 1960)

- 07. November: Herman J. Mankiewicz, US-amerikanischer Drehbuchautor († 1953)
- 12. November: Hans Deppe, deutscher Regisseur († 1969)
- 22. November: John Monk Saunders, US-amerikanischer Drehbuchautor († 1940)

- 05. Dezember: Nunnally Johnson, US-amerikanischer Drehbuchautor († 1977)

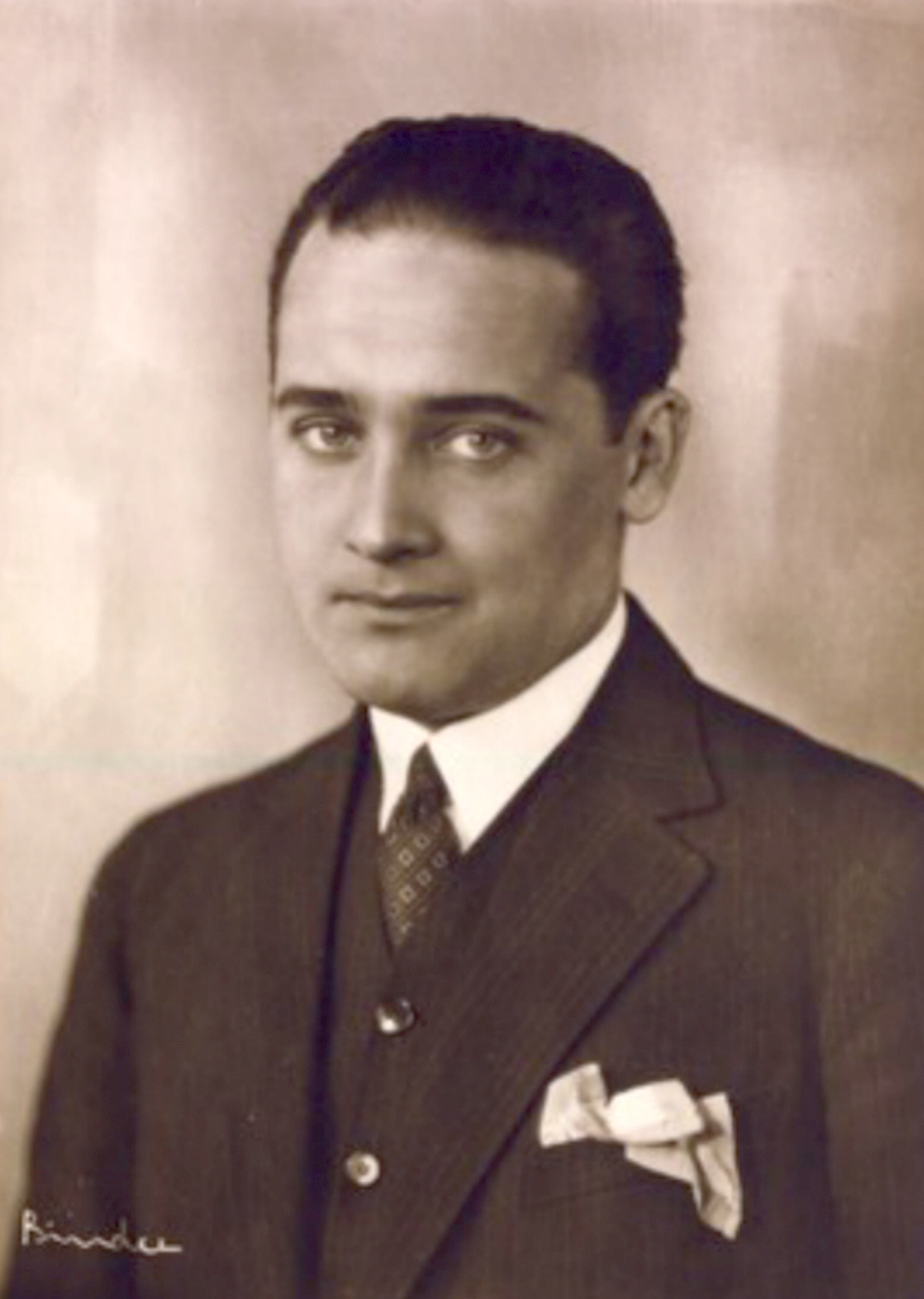
Max Hansen (* 22. Dezember)

- 22. Dezember: Max Hansen, dänischer Schauspieler und Sänger († 1961)
- 26. Dezember: Géza von Bolváry, österreichischer Regisseur († 1961)
- 31. Dezember: Frank Skinner, US-amerikanischer Komponist († 1968)